# Nerijus Vasiliauskas (piłkarz)
Nerijus Vasiliauskas (ros. Нериюс Василяускас, ur. 20 czerwca 1977 w Janowie) – litewski piłkarz występujący na pozycji pomocnika lub napastnika, reprezentant Litwy w latach 1997–2002, sędzia piłkarski.

## Kariera klubowa
Karierę na poziomie seniorskim rozpoczął w sezonie 1994/95 w FK Žalgiris-2 Wilno, z którym wywalczył awans do A lygi. W latach 1995–1997 był podstawowym zawodnikiem zespołu i rozegrał w litewskiej ekstraklasie 50 spotkań, w których zdobył 7 goli. Przed sezonem 1997/98 został przez trenera Eugenijusa Riabovasa przeniesiony do składu pierwszej drużyny. 14 sierpnia 1997 zanotował pierwszy występ w europejskich pucharach w meczu z Hapoelem Beer Szewa (0:0) w Pucharze Zdobywców Pucharów 1997/98. Wkrótce po tym został wypożyczony na krótki okres do Polonii Wilno (I lyga), pełniącej funkcję klubu satelickiego. W sezonie 1998/99 wywalczył z FK Žalgiris mistrzostwo Litwy. W sezonie 1999 został z 10 golami królem strzelców A lygi i zajął 2. miejsce w plebiscycie Najlepszy piłkarz grający na Litwie.
Przed sezonem 2000 Vasiliauskas został wypożyczony na okres jednej rundy do Lokomotiwu Niżny Nowogród. 1 kwietnia 2000 zadebiutował w Wysszim Diwizionie w przegranym 1:2 meczu przeciwko Torpedo Moskwa. Łącznie rozegrał w barwach Lokomotiwu 5 ligowych spotkań i zdobył 1 gola. Latem 2000 roku udał się na testy do Zenitu Petersburg oraz Anży Machaczkała. Oba kluby były zainteresowane pozyskaniem go, jednak na przeszkodzie stanęła wysoka kwota wykupu i jego żądania finansowe. W styczniu 2001 roku wznowił treningi z Anży Machaczkała, jednak ostatecznie ponownie powrócił do FK Žalgiris. W przerwie zimowej sezonu 2001/02 podpisał umowę z Orlenem Płock. Pół roku później awansował z tym zespołem do I ligi. Zadebiutował w niej 21 września 2002 w zremisowanym 0:0 wyjazdowym meczu z Ruchem Chorzów. Latem 2003 roku odszedł z klubu i przeniósł się do ukraińskiego Krywbasu-2 Krzywy Róg, dla którego rozegrał 1 spotkanie w Druhiej Lidze.
Wiosną 2004 roku Vasiliauskas został piłkarzem FK Vėtra. Latem tegoż roku został wypożyczony na okres jednej rundy do Polonii Wilno (I lyga). W październiku 2005 roku dotarł z FK Vėtra do finału Pucharu Litwy, przegranego po dogrywce z FBK Kaunas. W styczniu 2006 roku podpisał dwuletni kontrakt z Tawriją Symferopol prowadzoną przez Mychajło Fomenkę. 5 marca tegoż roku zadebiutował w Wyszczej Lidze w meczu z Szachtarem Donieck (1:1), w którym strzelił bramkę. Łącznie rozegrał w barwach tego klubu 39 spotkań w ukraińskiej ekstraklasie, w których zdobył 4 gole. Po wygaśnięciu umowy powrócił na Litwę i został zawodnikiem FK Žalgiris Wilno. W lipcu 2008 roku z powodu zaległości w wynagrodzeniach rozwiązał polubownie swój kontrakt. Wkrótce po tym udał się na testy do Olimpiku Baku, gdzie doznał kontuzji, po której zmuszony był przejść kilkumiesięczną rekonwalescencję. W styczniu 2009 roku, podczas obozu przygotowawczego w Turcji, był testowany przez klub Xəzər Lenkoran. Wkrótce po tym rozpoczął treningi z nowo powstałym VMFD Žalgiris Wilno. W kwietniu 2009 roku ponownie podpisał kontrakt z FK Vėtra.
W lutym 2010 roku Vasiliauskas związał się umową z JK Sillamäe Kalev. 20 marca 2010 zadebiutował w Meistriliidze w meczu przeciwko Viljandi JK Tulevik, zakończonym zwycięstwem 2:1 W estońskiej ekstraklasie zanotował łącznie 21 ligowych występów i zdobył 9 bramek. W październiku 2010 roku zarząd klubu rozwiązał jego kontrakt. Po zakończeniu sezonu 2010 JK Sillamäe Kalev zakończył współpracę ze wszystkimi pięcioma litewskimi piłkarzami, oświadczając, że mogli oni brać udział w procederze ustawiania meczów. W marcu 2011 roku Vasiliauskas odbył testy w trzecioligowym REO Vilnius. Wkrótce po tym został graczem FK Fakyrai-AD MEN (V liga) i od tego momentu epizodycznie występował w klubach z niższych kategorii rozgrywkowych: FK Lietava (2011), ponownie FK Fakyrai-AD MEN (2012–2013) i Džiugasie Telsze (2015).

## Kariera reprezentacyjna
W latach 1994–1996 Vasiliauskas był powoływany do reprezentacji Litwy U-18. W latach 1997–1999 występował w reprezentacji Litwy U-21, dla której rozegrał 7 spotkań w  eliminacjach Mistrzostw Europy 1998 i 2000.
11 lipca 1997 zadebiutował w seniorskiej reprezentacji Litwy, prowadzonej przez Benjaminasa Zelkevičiusa, w wygranym 1:0 meczu z Łotwą w ramach turnieju Baltic Cup 1997, który zakończył się wygraną Litwinów. 29 czerwca 1998 zdobył pierwszą bramkę w drużynie narodowej w towarzyskim spotkaniu z Andorą (4:0) w Karksi-Nuia. Ogółem w latach 1997–2002 rozegrał w reprezentacji 6 meczów i strzelił 2 gole.

### Bramki w reprezentacji
| Lp. | Data            | Miejsce                    | Przeciwnik | Bramka | Rezultat | Ranga meczu     |
| --- | --------------- | -------------------------- | ---------- | ------ | -------- | --------------- |
| 1.  | 29 czerwca 1998 | Linnastaadion, Karksi-Nuia | Andora     | 4:0    | 4:0      | Mecz towarzyski |
| 2.  | 4 lipca 2001    | Stadion Daugava, Ryga      | Estonia    | 3:2    | 5:2      | Baltic Cup 2001 |

## Kariera sędziowska
W 2012 roku uzyskał od LFF licencję sędziowską II klasy i rozpoczął sędziowanie spotkań amatorskich kategorii rozgrywkowych, Ligi Rezerw LFF oraz A lygi kobiet. W 2013 roku zaczął prowadzić mecze I lygi.

## Sukcesy

### Zespołowe
Litwa
- Baltic Cup: 1997

FK Žalgiris Wilno
- mistrzostwo Litwy: 1998/99

### Indywidualne
- król strzelców A lygi: 1999 (10 goli)